# Maarten Altena

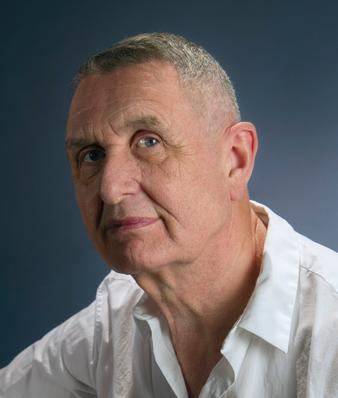
Maarten Altena (2015)

Maarten van Regteren Altena (* 22. Januar 1943 in Amsterdam) ist ein niederländischer Komponist und Kontrabassist.

## Leben und Wirken
Maarten Altenas Vater war der niederländische Kunstsammler und Professor für Kunstgeschichte Iohan Quirijn van Regteren Altena.
Altena studierte am Conservatorium van Amsterdam Kontrabass (Abschluss 1968). Nach 1980 nahm er Kompositionsunterricht  bei Robert Heppener.
Seit 1968 spielte er in verschiedenen Musikensembles der Klassik und des Jazz. Neben dem Nederlands Ballet Orkest waren das Jazzgruppen von Marion Brown, Hans Dulfer sowie Theo Loevendie und später von Willem Breuker und Burton Greene. In den Gründungsjahren spielte er im Orkest De Volharding und im Instant-Composers-Pool-Tentett von Misha Mengelberg. Seit Mitte der 1970er Jahre improvisierte er mit Derek Bailey, mit Paul Lovens und im Vario-Projekt von Günter Christmann, später auch mit Peter Kowald und im Nordeuropäischen Melodie- und Improvisationsorchester von Sven-Åke Johansson. Daneben gab er aber auch Solokonzerte mit Improvisationen und eigenen Kompositionen. Gemeinsam mit Michel Waisvisz organisierte er verschiedene Konzertserien.
1978 gründete Altena seine eigene Gruppe zunächst als Quartett, die in den 1980er Jahren personell erweitert wurde und als Maarten Altena Ensemble (heute: MAE) firmierte und sich bei ihren Aufführungen zunehmend vom Jazz entfernte und komplexere Werke mit Improvisationsanteilen aufführte. Er konzentrierte sich zunehmend aufs Komponieren, regte aber auch an, dass andere Komponisten für die Gruppe schrieben. 1997 hörte er auf, in seinem eigenen Ensemble mitzuspielen und wirkte dort nur noch als „musikalischer Choreograph“. Seit 2005 schreibt er vorrangig für andere Gruppen.

## Werke
Neben zahlreichen Kompositionen für das Maarten Altena Ensemble entstanden nach 1985 auch Werke für andere Ensembles und Musiker wie:
- First Floor (1989) für das Nederlands Blazers Ensemble
- Speaking (1990) für die Nieuwe Slagwerkgroep Amsterdam
- Pitch (1990) für das Mondriaan-Quartett
- Stave (1988) für den Tenorsaxophonisten Peter van Bergen
- Toonzucht (1991) für die Sängerin Jannie Pranger
- Puls (1993) für den Schlagzeuger Johan Faber.
- Secret instructions (1992) für das Nederlands Studenten Orkest
- Code als Musik für einen Film von Henk van der Meulen (1992)
- Zijdelings Afgesproken (1996) auf einen Text von Frank VandeVeire für das Maarten Altena Ensemble und die Theatergruppe Discordia
- Mijlpaal er trilt iets (1998) Musiktheater auf einen Text von Remco Campert für die Theatergruppe Hollandia
- Album (2001) für Klarinettist David Kweksilber
- Mouthpiece II für das Nederlands Blazers Ensemble
- Der tolle Mensch (Nietzsche) (2003) für das Nederlands Blazers Ensemble
- Dans für das Maarten Altena Ensemble und die Tanzgruppe Leine & Roebana

## Preise und Auszeichnungen
1978 erhielt er gemeinsam mit Waisvisz den angesehenen Wessel-Ilcken-Preis.